# Pastizales y matorrales templados
Los pastizales y matorrales templados o dicho de otro modo, las praderas y estepas, conforman un bioma cuyos ecosistemas predominantes lo constituyen los herbazales de clima templado entre semiárido y húmedo, con una estación cálida y otra marcadamente fría en invierno. 
Los pastizales templados se encuentran en cinco áreas principales: las praderas (prairies) de las Grandes Llanuras de Norteamérica, la pampa de Sudamérica, los veld de Sudáfrica, las estepas de Asia y las sabanas del sur de Australia.
En este ecosistema las gramíneas, juncales, pastos o césped constituyen la vegetación dominante. Aunque en las praderas de las regiones templadas y pueden existir más de 50 especies de plantas vasculares y en las praderas tropicales más de 200, en general, dos o tres especies de gramíneas son las que dominan más del 60% de la biomasa del terreno; aquí habitan grandes herbívoros y aves, además de una gran cantidad de flora.
En las zonas donde la precipitación anual supera los 600 milímetros y los suelos son profundos y ricos en materia orgánica se extienden las praderas.
La vegetación anual de este ambiente es continua y está representada por las gramíneas, pero estas han sido prácticamente sustituidas por cultivos de cereales (maíz, trigo, cebada) y oleaginosas (girasol, soja).
Los pastizales ocurren generalmente en el centro de los continentes donde la precipitación pluvial es intermedia entre la de los desiertos y los bosques y donde hay grandes variaciones estacionales de la temperatura (veranos calientes e inviernos fríos). La presencia de árboles ha sido reducida en esta área debido a los fuegos, el pastoreo y ramoneo por herbívoros como el bisonte, venados y caballos, y la precipitación relativamente baja. La mayoría de las praderas han sido alteradas extensamente y ahora son las principales regiones mundiales de producción de cereales como trigo, maíz y otros granos.

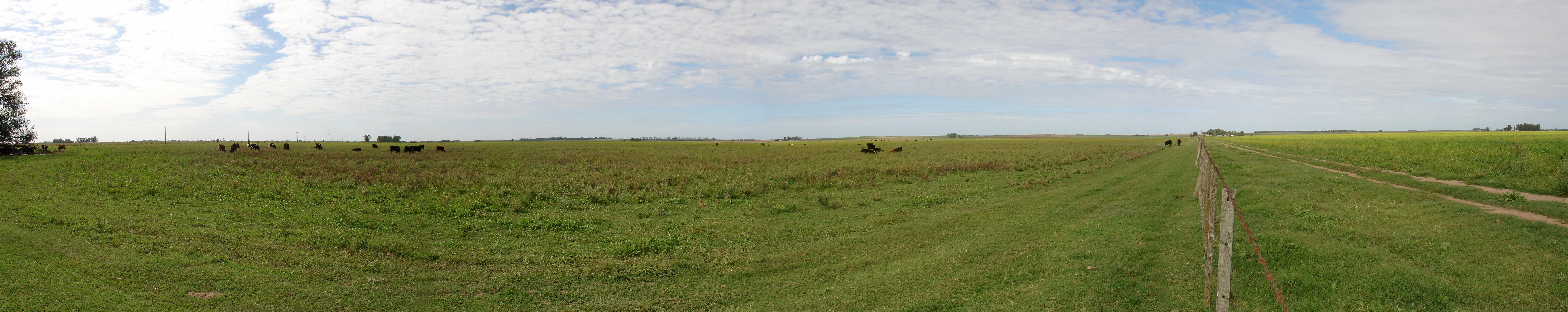
La pampa argentina (en La Pampa, a 70 km de Santa Rosa)

## Suelos de los pastizales
Los suelos típicos de los pastizales son los chernozemes, alcalinos debido a que el movimiento neto del agua es hacia arriba, arrastrando calcio que se precipita como carbonato de calcio. Los chernozemes de las praderas tienen horizontes superiores negruzcos debido a la descomposición constante de las gramíneas formando humus negro. Los pastizales de gramíneas altas tienen suelos más marrones, más ricos en sus estructuras de lámina. Sus suelos son grandes terrenos aptos para el cultivo.
Antes de la agricultura, los campos fueron controlados continuamente por grandes manadas de herbívoros. Los desechos fecales de los mismos enriquecen al suelo y permiten a la naturaleza sustentar una amplia diversidad de animales silvestres.

## Bioma
En este bioma todas las gramíneas, juncales y otras plantas de pastizal o céspedes constituyen la vegetación dominante. Aunque en las praderas de las regiones templadas pueden existir más de 50 especies de plantas vasculares y en las praderas tropicales más de 200, en general, dos o tres especies de gramíneas son las que dominan más del 60% de la biomasa del terreno; aquí habitan grandes herbívoros y aves, además de una gran cantidad de flor

## Regiones
Los principales pastizales templados son los siguientes:
- Praderas de Norteamérica: Situadas en las Grandes Llanuras de Estados Unidos y Canadá. Son pastizales altos y abundantes hacia el Este y son cortos, áridos o estepáricos hacia el Oeste.

- Estepa euroasiática: Se encuentra al sur de los bosques templados en Rusia, Ucrania, Mongolia, Japón y los países del Asia Central como Kazajistán.

- Pastizales y matorrales argentinos: En Argentina está la región pampeana y la Patagonia. Destacan varias ecorregiones que se consideran pastizales y matorrales templados, entre ellos la más conocida es la pampa (praderas), otras regiones son el espinal (pastizales arbolados xerófilos), el monte (matorrales y estepa arbustiva), la estepa patagónica (estepa arbustiva) y la estepa de las islas del Atlántico Sur. Las pampas alcanzan también a Brasil, Paraguay y Uruguay, sin embargo el WWF considera estos pastizales como sabanas subtropicales, pero no lo son en toda su extensión, al sur del paralelo 30, es decir todo el territorio uruguayo y la mitad sur de Río Grande del Sur en Brasil es una pradera templada cuya temperatura media se sitúa generalmente entre los 16C/17C y no supera los 20C de promedio anual en ningún punto. Siendo los veranos mucho más frescos que en la parte norte de la Pampa argentina (22C de promedio en el mes más cálido de la costa uruguaya).

- Veld sudafricano: Constituido por pastizales y arbustal corto. Se encuentran a cierta altitud, por lo que el WWF lo considera como pradera y matorral de montaña.

- Sabana australiana: La sabana templada del sudeste australiano se compone de pastizales arbolados de eucaliptos a lo largo de Nueva Gales del Sur.

## Adaptaciones vegetales
Las gramíneas están bien adaptadas para cubrir el suelo descubierto y son relativamente resistentes tanto al fuego como al pastoreo debido a que sus hojas crecen desde la base, a diferencia de la mayoría de las plantas donde las hojas nuevas se originan continuamente de las puntas de las ramas. Siempre que su base permanezca intacta, puede haber crecimiento inmediatamente luego de haber sido quemada o comida la parte productiva de las gramíneas.
Sus hojas tienen un alto contenido de sílice que desgasta los dientes de los animales que pastorean, y algunas especies no gramíneas son altamente tóxicas para los herbívoros. La mayoría de las gramíneas proliferan por medio de estolones, tallos subterráneos horizontales y que producen nuevas hojas a intervalos regulares. Otras, especialmente en áreas más secas, crecen en mechones lo que les permite resistir la desecación por el viento debido a lo denso de su forma de crecimiento; muchas especies no gramíneas son similares estructuralmente. Las gramíneas son polinizadas por el viento, lo que es muy efectivo en este ambiente abierto.

## Adaptaciones animales
Algunos de estos animales que hacen madrigueras son coloniales, una probable adaptación a la detección temprana de los depredadores. Algunos carnívoros de tamaño medio están altamente adaptados para excavar en busca de los que viven en madrigueras.
Debido a que es tan abierto y a que facilita el movimiento, este ambiente sustenta grandes poblaciones de mamíferos herbívoros, que forman manadas para defenderse de los grandes depredadores que los siguen. Las aves que anidan y/o se alimentan en el suelo están muy expuestas a la depredación, y casi todas son crípticas, con rayas marrones en la parte superior y con conductas distractoras bien desarrolladas; la mayoría de ellas cantan mientras vuelan ya que no disponen de ramas elevadas.

## Fauna
De las praderas de América del Sur son originarios los roedores y otros animales pequeños: vizcachas, maras y  cuises, armadillos como los peludos y mulitas, comadrejas, lagartijas y zorros. Entre las aves se encuentran ñandúes, perdices americanas, lechuzas, patos, martinetas, chajáes, teros, chimangos y caranchos. De las especies de pájaros que pueblan los sitios arbolados se distinguen horneros, cardenales, calandrias, benteveos, tijeretas, churrinches y picaflores. En las regiones de pajonales abundan los pechos colorados, las cachirlas y los chingolos.
.
En América del Sur corren peligro de extinción el puma y el venado de las pampas. En América del Norte los bisontes, que hasta el siglo pasado formaban grandes rebaños, ahora viven en reservas naturales. Por otra parte, también son animales característicos de esas praderas el tejón norteamericano, la mofeta rayada y el coyote. En las praderas asiáticas se encuentra el antílope saiga, que también frecuenta las estepas.
La fauna de la pradera cumple un papel fundamental en la preservación del equilibrio natural, esencial para la cadena alimentaria. Numerosas especies de animales excavadores de las praderas, al remover el suelo, modifican el contenido postresal mineral de este y posibilitan el crecimiento de las especies vegetales. Bajo tierra actúan las lombrices y otros invertebrados que, además, oxigenan el suelo, junto con millones de bacterias que descomponen los residuos orgánicos.